# Vittorio Sala
Vittorio Sala (Palerm, 1 de juliol de 1918 - Roma, 11 de maig de 1996) és un director i guionista italià.

## Biografia
Després de llicenciar-se en dret, es va inscriure al curs de direcció al Centre Experimental de Cinematografia, a Roma, continuant també l'activitat de periodista i crític a les pàgines d'espectacles del diari Il Popolo.
A mitjans dels anys 30 va fer una gran quantitat de documentals, per debutar com a director d'un llargmetratge amb la pel·lícula Donne sole del 1956.

## Filmografia

### Director i guionista
- 045: ricostruzione edilizia (1952)
- Il mercato comune europeo (1958)
- Le case degli italiani (1958)
- Costa Azzurra (1959)
- La regina delle Amazzoni (1960)
- I Don Giovanni della Costa Azzurra (1962)
- Il treno del sabato (1964)
- Ray Master, l'inafferrabile (1966)
- Ischia operazione amore (1966)
- Il signor Bruschino (1967)
- Sport Superstar (1978)

### Director
- La luce negli impressionisti (1935)
- Immagini e colore (1938)
- Nebbia a Venezia (1938)
- Palermo Normanna (1938)
- Una storia di Pinturicchio (1938)
- Notturno (1938)
- Il piccolo sceriffo (1950)
- Corali senesi (1954)
- Donne sole (1955)
- Il pittore di borgo (1955)
- La città del cinema (1955)
- Tempo di tonni (1955)
- Defilé (1956)
- Ritmi di New York (1957)
- Giovani delfini (1960)
- Canzoni nel mondo (1963)
- L'intrigo (1964)
- Berlino appuntamento per le spie (Operazione Polifemo) (1965)
- Diritto di Cronaca (1969)

### Guionista
- Fiamme sulla laguna, dirigida per Giuseppe Maria Scotese (1951)
- La palude del peccato (1954)